# Pallavolo ai XXIX Giochi del Sud-est asiatico
La pallavolo ai XXIX Giochi del Sud-est asiatico si è disputata durante la XXIX edizione dei Giochi del Sud-est asiatico, che si è svolta a Kuala Lumpur nel 2017.

## Podi
| Evento                         | Oro        | Argento   | Bronzo  |
| Pallavolo maschile (dettagli)  | Thailandia | Indonesia | Vietnam |
| Pallavolo femminile (dettagli) | Thailandia | Indonesia | Vietnam |